# Astérix y lo nunca visto
Astérix y lo nunca visto (La Rentrée Gauloise) es un tomo de la serie de historietas Astérix creadas por Albert Uderzo (Dibujos) y René Goscinny (Guion). Este cómic es una recopilación de catorce historias, las cuales sólo fueron editadas en España cuarenta años después de su edición original en Francia.

## Las trece historias

### La vuelta al cole gala
- Publicada en la revista Pilote número 363, el 6 de octubre de 1966.
- Cuando el regreso a clases era un tema recurrente de la revista, Uderzo y Goscinny decidieron tratar los problemas que ello les suponía a los antiguos galos. Adelantándose a su tiempo, los autores ambientaron la situación en 50 a. C.

### El nacimiento de Astérix
- Publicada en "La revista excepcional de Astérix" en octubre de 1994.
- Con ocasión del 30 aniversario de los personajes principales, descubrió a los padres de Astérix (Praliné y Astronomix) y los padres de Obélix (Gelatina y Obelodálix).

Uderzo comete un error en esta historia, ya que en el libro Obelix y Compañía (1976) se puede comprobar que es el cumpleaños de este y no de Astérix.  

### En el año 50 a.C.
- Publicada en 1977 en National Geographic.
- Introducción de las historietas al público americano, que resultó ser un fracaso.

### Quiriquix
- Esta es una aventura totalmente inédita, que Albert Uderzo escribió y dibujó ex-professo para este álbum. En esta aventura, el gallo de la aldea, gracias a la ayuda de Idéfix consigue derrotar a un águila imperial.

### Año nuevo, beso nuevo
- Editado en "Pilote", número 424.
- Obélix, siguiendo una vieja costumbre gala, que consiste en ponerse debajo de una rama de muérdago y besar al que se acerca, espera que lo haga su amada Falbalá, pero no lo consigue, ya que ella acaba besando a Idéfix y por error, Obelix besa a Yellosubmarine.

### Mini, Midi, Maxi
- Editada en el semanario femenino francés "Elle", número 1337.
- Un desfile de moda femenino en la aldea se convierte pronto en una batalla campal.

### Astérix como jamás lo habéis visto
- Editada en "Pilote", número 527.

Demuestra la habilidad de Uderzo para cambiar su dibujo. Es una de las historias más creativas del álbum y de la serie en general.
- 1.° sugerencia: Panorámix ha inventado armas modernas y Astérix y Obélix, como soldados armados hasta los dientes, le preguntan cómo usarlas pues no saben.
- 2.° sugerencia: La aventura está basada en las historietas de Peanuts. Usando una barca, Astérix y Obélix llegan hasta América, a quien llaman "Tierra del Rix", pero un indio los ataca y huyen. Es un homenaje al libro La gran travesía.
- 3.° sugerencia: Basada en Flash Gordon. Astérix y Obélix llegan a Marte, pero resulta que los romanos son marcianos.
- 4.° sugerencia: Astérix y Obélix aparecen en un filosófico en respuesta a las meditaciones de Descartes.
- 5.° sugerencia: Astérix, Obélix y los romanos aparecen como mujeres en un escenario psicodélico.
- Y finalmente, la última sugerencia, que muestra a Astérix y Obélix quejándose por las sugerencias:

¡¿Será posible?! ¡Están mal de la chola estos autores!

### Lutecia Olímpica
- Editada para promocionar la candidatura de París para los Juegos Olímpicos de 1992.
- Los organizadores de los antiguos juegos llegan a Lutecia para ver si pueden celebrarse allí, pero Julio César se entera y envía a unos espías para acabar con la causa gala en favor de Roma, pero los Juegos Olímpicos se acaban celebrando en Lutecia gracias a Astérix.

### La primavera gala
- Editada en "Pilote", número 334.
- Astérix ayuda a una diminuta y personificada primavera a vencer al invierno gracias a la poción mágica.

### La mascota
- Editada en "Super Pocket Pilote 1".
- Unos soldados romanos raptan a Idéfix y lo convierten en su mascota, pero Obélix se da cuenta de su ausencia y junto a Astérix van a rescatarlo.

### Latinomanía
- Se desconoce cuándo fue publicada por primera vez.
- Los autores expresan la invasión del latín en el francés galo, teniendo como referencia la situación actual de la invasión del inglés en el francés.

### Los autores a escena
- Editado en 1962 y 1963.
- Es una historieta que explica la incorporación de los autores en las aventuras de Astérix, así como un dibujo en el que Goscinny aparece como Astérix y como Obélix.

### Obelisc'h
- Publicada en "Pilote" desde el número 172 al 186.
- Goscinny y Uderzo se encuentran a un descendiente de Obélix en el puerto de Marsella y pasan varias aventuras junto a él, además de desvelar el árbol genealógico de Obélix.

### ¿De dónde sacan todo esto?
- Editado en agosto de 1993.
- En este, acompañado de tres dibujos de los autores, explica las diversas preguntas sobre el personaje que han ido apareciendo con el paso del tiempo, utilizando este como introducción a la siguiente historieta.

### El nacimiento de una idea
- Publicada en "Pilote", número 157.
- Una sesión de búsqueda de ideas para un nuevo personaje y sus historias junto a los autores.

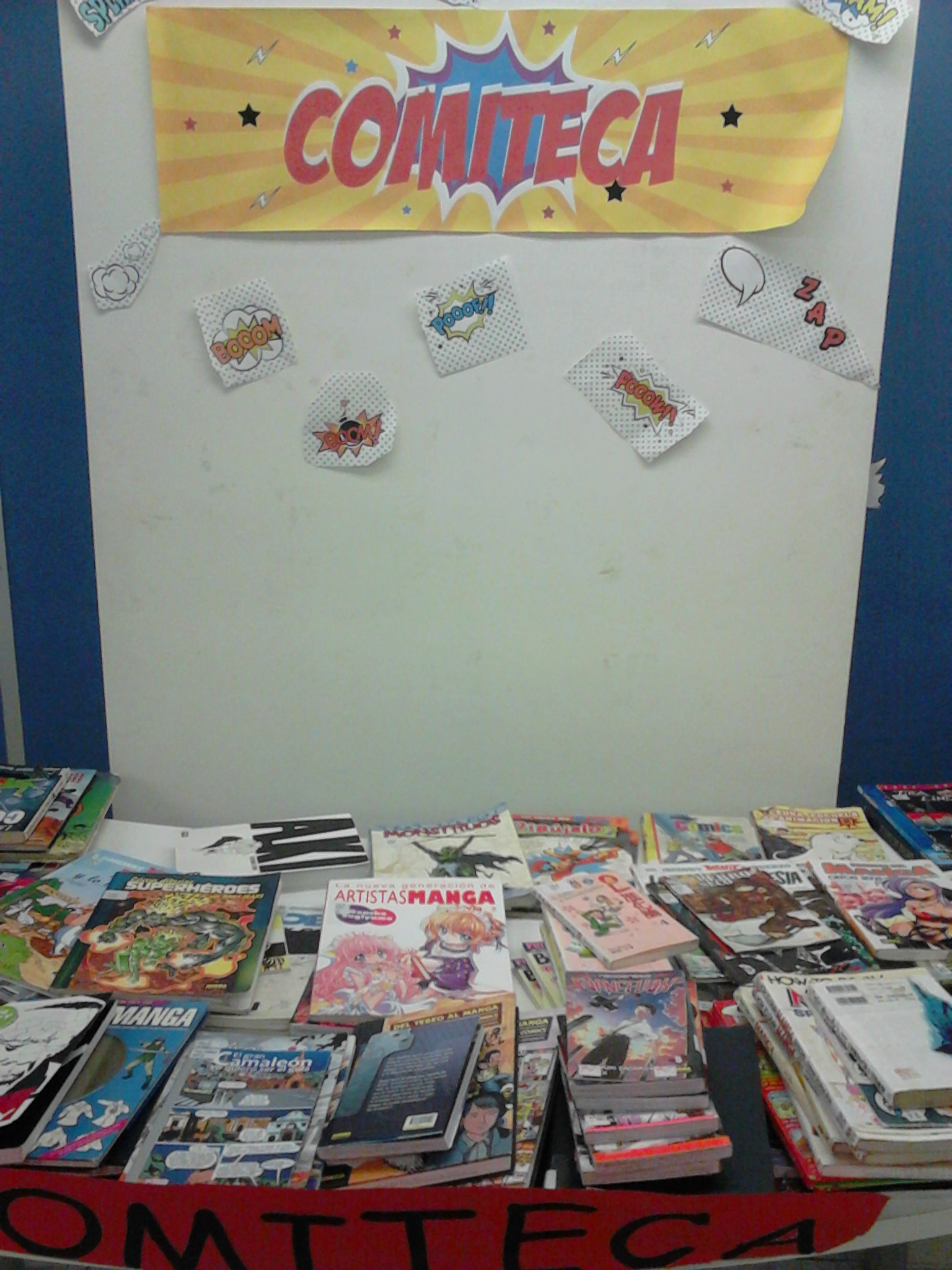
Ejemplares de publicaciones de historieta y de otras sobre ella en la Comiteca Mario Carvajal; arriba a la izquierda, se ve asomando bajo Cómo dibujar superhéroes parte de la portada de Astérix y lo nunca visto.